# 600379 Csortosgyula
600379 Csortosgyula este o planetă minoră (asteroid) din centura de asteroizi. A fost descoperită pe 18 octombrie 2011 la Piszkéstetői Obszervatórium⁠(d) de . 
Obiectul prezintă o orbită caracterizată de o semiaxă mare de 2,5782658014167 UAi, o excentricitate de 0,32719524945022, o înclinație de 8,9674031997498 ° în raport cu ecliptica.